# 송상현광장
송상현광장(宋象賢廣場)은 대한민국 부산광역시 부산진구에 위치한 대한민국 최대의 도심 광장(공원)이다. 임진왜란 동래성 전투에서 전사한 송상현의 이름을 따서 명명되었다.

## 명칭
명칭은 시민공모를 통해 결정되었다. 2012년 4월에 시민공모를 통해 569개의 명칭을 접수하였고, 전문가가 참여한 명칭선정위원회에서 '송상현광장, 모너머광장, 시민의 뜰'의 3개로 압축했다가 2012년 11월 5일 시정조정위원회에서 송상현광장으로 최종 결정하였다. 왜적의 침입에 결사 의지로 항전한 송상현 동래부사의 애국심을 기리는 차원에서 결정되었으며, 특히 광장에 송상현 동상이 세워져 있는 것도 고려되었다. 송상현 동상은 서면에서 양정 방향의 송공삼거리에 세워져 있다

## 구성
2010년 공모 및 설계를 시작하여 2013년 10월까지 도로확장 완료 후 2014년 6월에 완공하였다. 송상현광장은 서면에서 부산광역시시청 방향으로 이어지는 삼전교차로에서 송공삼거리까지 34,740m²가량의 부지에 조성되어 있다. 문화마당, 다이내믹부산마당, 역사마당 등 3개의 마당으로 조성됐다. 문화마당은 야외공연장, 카페 등이 있는 공연·이벤트 공간이다. 다이내믹부산마당은 잔디광장 등이 조성되며 거리응원과 각종 축제의 장으로 활용된다. 역사마당은 바닥 분수, 역사의 숲 등이 조성되며 다양한 역사성을 체험할 수 있는 곳이다.

## 같이 보기
- 서울광장
- 광화문광장
- 부산시민공원